# Rio Neamț
O Rio Neamţ é um rio da Romênia afluente do rio Moldova. Possui 57,2 km de extensão.